# Grewia falcata
Grewia falcata är en malvaväxtart som beskrevs av Cheng Yih Wu. Grewia falcata ingår i släktet Grewia och familjen malvaväxter. Inga underarter finns listade i Catalogue of Life.